# Abbaye de Saint-Cybard
L'abbaye de Saint-Cybard est une ancienne abbaye bénédictine située à Angoulême, en Charente.

## Histoire de l'abbaye

### Fondation
L'ermite saint Cybard est resté reclus, au VIe siècle, dans une grotte située sous le rempart nord d'Angoulême, en prolongement du Jardin vert, au-dessus de l'ancienne abbaye de Saint-Cybard et du pont qui franchit la Charente et accède au quartier actuel éponyme. C'est au-dessus que s'édifie l'abbaye dès cette époque. Il ne s'agit alors que d'un groupe d'ermites installés dans des cellules. La basilique est consacrée par Grégoire de Tours.
Il existe un document de confirmation des biens de l'abbaye en 852. Elle existait déjà en 863 comme construction, quand les Vikings — les Normands — incendient et détruisent la ville d'Angoulême et l'abbaye de Saint-Cybard qui ne commence à être reconstruite que quelques années plus tard. De 897 à 906, elle accueille les moines de l'abbaye de Charroux. Et elle est totalement relevée de ses ruines vers 950 grâce au comte d'Angoulême Guillaume Ier Taillefer, à son parent le comte de Périgueux Bernard et à l'évêque Foucaud.

### Évolution du statut
Durant le IXe siècle, il n'existait pas encore de règle monastique et il est probable que la communauté se composait de chanoines dont l’abbé était l'évêque d’Angoulême.
C'est une abbaye bénédictine qui vers 1096 devient clunisienne.
Au début du XVIIe siècle, la règle est très relâchée.
Les derniers moines sont dispersés à la vente de l'abbaye comme bien national après la Révolution.

### Guerres, pillages et destructions
En 1568, durant les guerres de Religion, les protestants s'emparent d'Angoulême et ruinent l'abbaye. Il ne reste que le côté nord de l'église abbatiale et les chapelles superposées situées à l'angle nord-ouest du cloitre, la chapelle des comtes d'Angoulême et la chapelle Notre-Dame.
Marie de Médicis en séjour au château de Balzac en mars 1619 visite l'abbaye de Saint-Cybard. Il nous en reste ce texte conservé à la Bibliothèque nationale :

« Premièrement, on y voit une vieille chapelle des comtes d'Angoulême où ils sont enterrés, fort bien voûtée et pavée de petits carreaux de brique sur chacun desquels est imprimé la figure d'un lion rampant, mais ce qu'il y a de remarquable, c'est que, comme cette chapelle est fort profonde, aussy est-elle fort humide et tout le pavé vert d'humidité à la réserve d'un certain espace tout au milieu de la largeur d'environ quatre pieds, et six de longueur, qui est toujours sec et dans son naturel, ce qui passe pour une espèce de miracle dans l'esprit du peuple jusque la que Me d'Espernon ayant mené dans Angme Marie de Medicis, cette reine fust curieuse de le voir et de fait elle s'y transporta et ayant trouvé la chose véritable elle fit rompre une partie de cet espave n'ayant pas peu despaver tant le ciman en est fort, elle y fit fouir et on y trouva un coffre de fere plein d'ossements et de reliques qu'elle emporta. »

### Transformation en site industriel
Elle est vendue comme bien national en 1791.
Son site se transforme en pôle industriel durant le XIXe siècle : une papeterie et une brasserie s’installent, avant d’être abandonnées et de former des friches industrielles dans la deuxième moitié du XXe siècle. Le site a été fouillé en 1619 et 1912. En 1984 commence une fouille de sauvegarde avant la réhabilitation des différents locaux et l'installation du CNBDI.

## Architecture de l'abbaye
Un plan du XVIIe siècle donne de précieux renseignements :

### L’église abbatiale
L'église abbatiale, située au sud, y est sans toiture, à nef unique terminée par une abside (elle sera détruite au XVIIIe siècle). Son chevet est en segment de cercle, avec quatre contreforts, et elle est longue de 40 mètres.
Une nouvelle église est installée dans le réfectoire, au nord du cloître. Ils dataient du XIVe siècle, comme la salle capitulaire.

### Les bâtiments monastiques
Les bâtiments monastiques sont au nord.
La salle capitulaire est conservée ainsi que deux chapelles souterraines.
Il reste des vestiges du cloître qui faisait 30 m sur 25 m. Il jouxtait au sud l'église et à l'est la salle du chapitre.
Le logis abbatial, reconstruit du temps de l'abbé Henry de Reffuge, c'est-à-dire entre 1640 et 1688, est plus moderne. Il était situé à l'ouest. En effet les constructions les plus anciennes sont à l'est, celles du Moyen Âge au centre et les dernières à l'ouest.
Entourée de murailles qui ont été renforcées au XVIe siècle, l'abbaye s'ouvrait par une porterie en angle. Elle comportait un four banal et un moulin, et possédait d'autres moulins à l'extérieur de ses murs.
Dans la cour du logis abbatial on conserve aujourd'hui une charpente métallique conçue par Édouard Warin au XIXe. Cette structure intégrée à l'ensemble rappelle que les lieux ont été longtemps utilisés à des fins industrielles

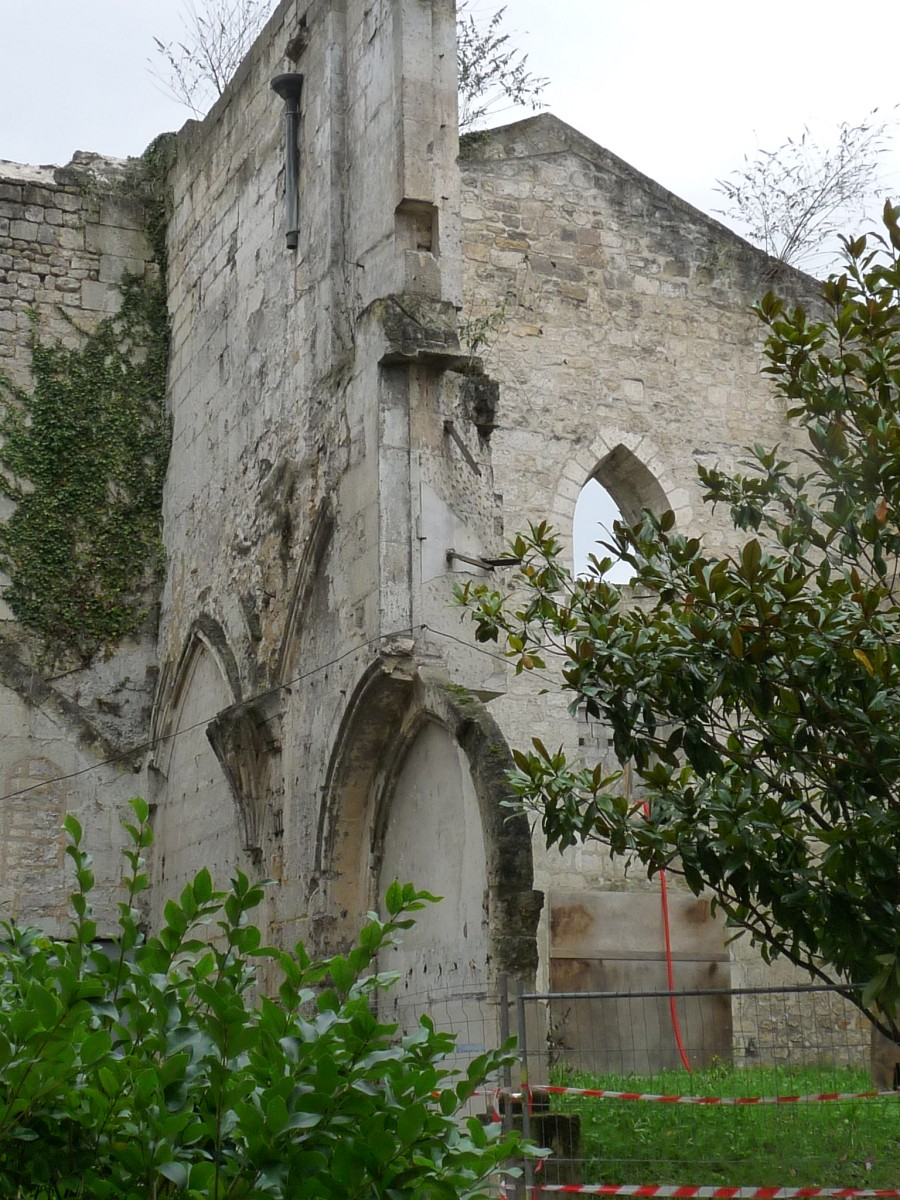
Vestiges de l'église.
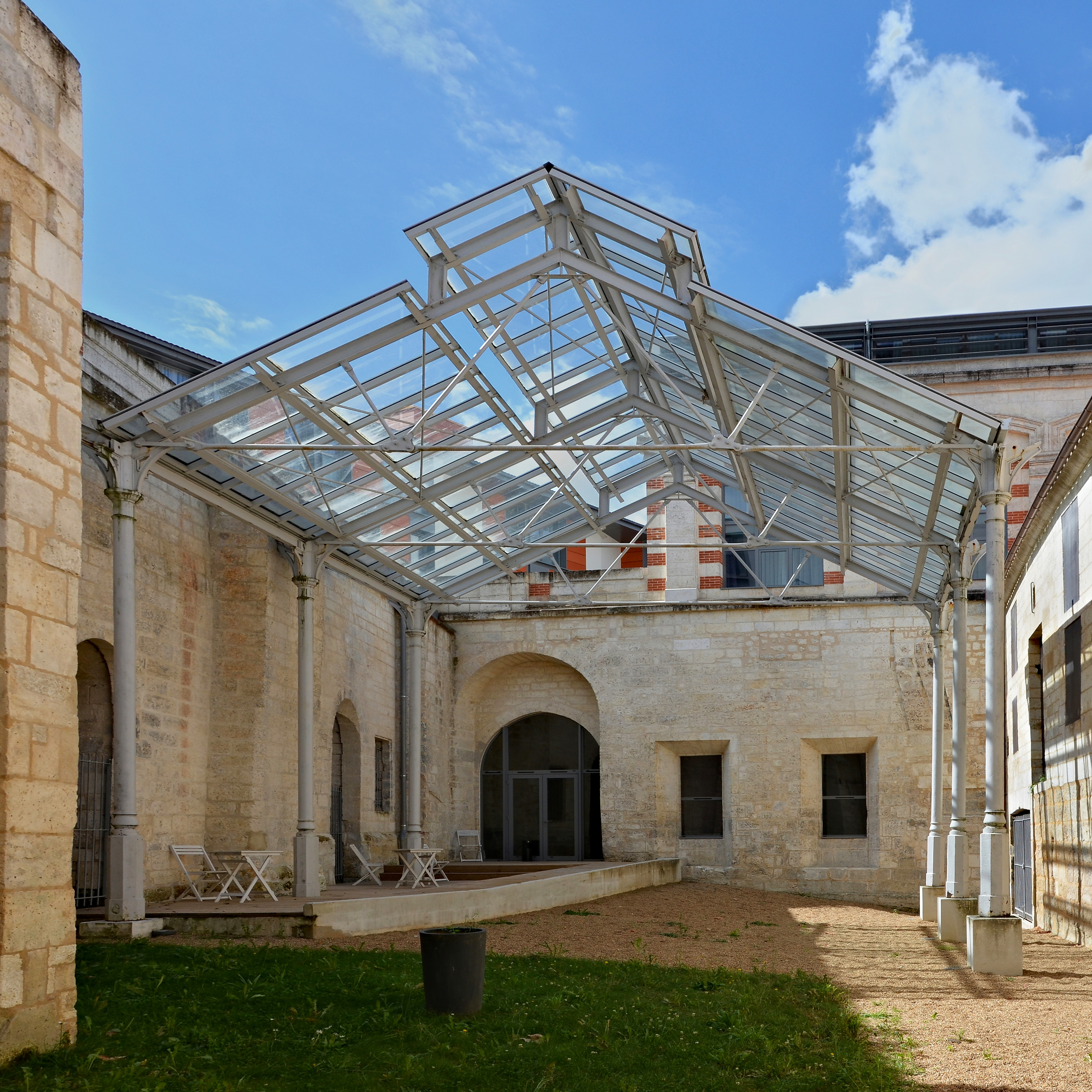
Cour du logis abbatial et charpente d'Édouard Warin.
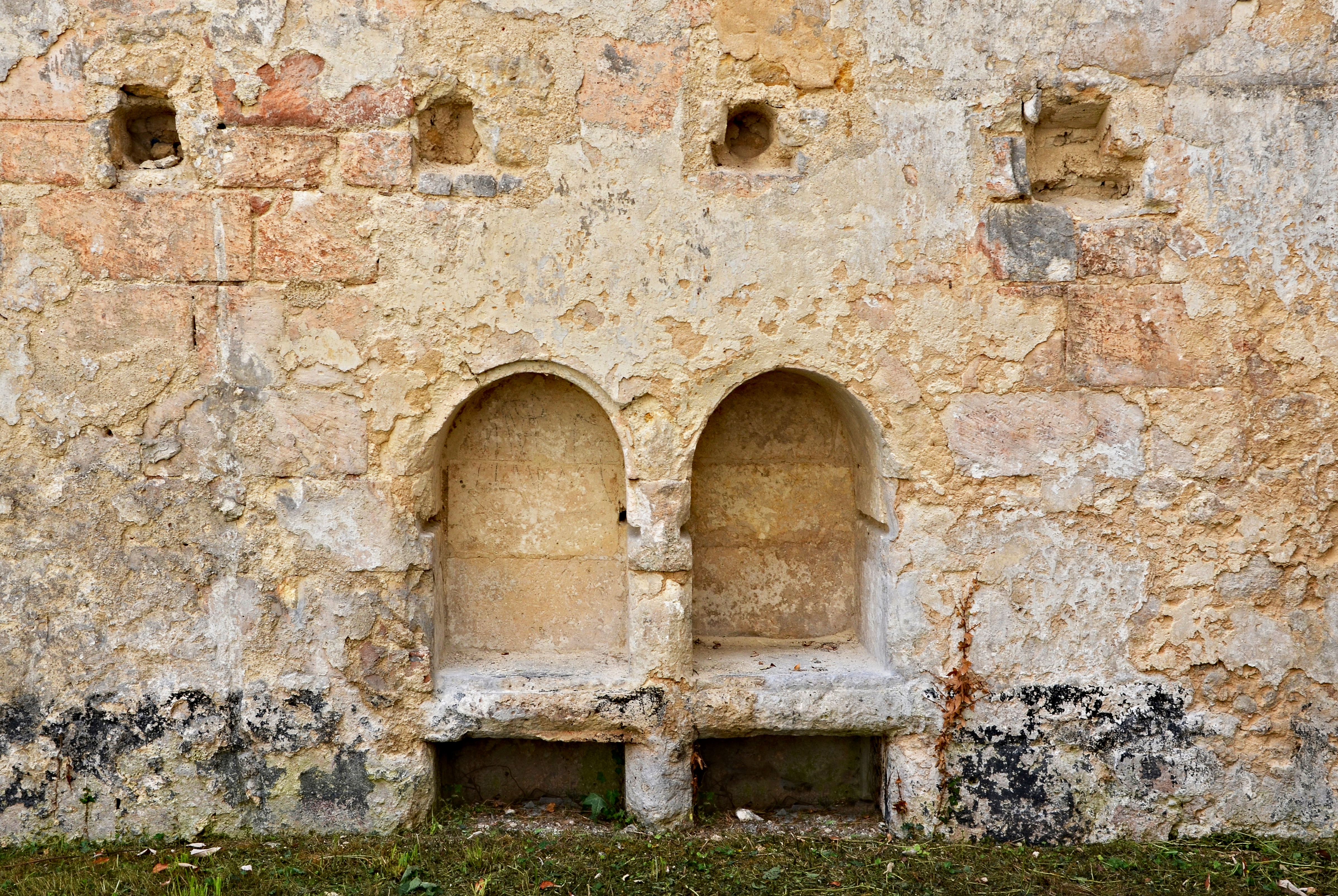
Vestiges du réfectoire initial.